# Schizocosa fragilis
Schizocosa fragilis är en spindelart som först beskrevs av Tord Tamerlan Teodor Thorell 1890.  Schizocosa fragilis ingår i släktet Schizocosa och familjen vargspindlar. Inga underarter finns listade i Catalogue of Life.